# Poliocitellus franklinii
Poliocitellus franklinii är en däggdjursart som först beskrevs av Joseph Sabine 1822. Den ingår i släktet sislar och familjen ekorrar. Inga underarter finns listade.

## Taxonomi
Arten har tidigare förts till släktet sislar (Spermophilus), men efter DNA-studier som visat att arterna i detta släkte var parafyletiska med avseende på präriehundar, släktet Ammospermophilus och murmeldjur, har det delats upp i flera släkten, bland annat Poliocitellus.

## Utseende
Denna sisel når en kroppslängd (huvud och bål) av 36 till 41 cm, en svanslängd av 11 till 15 cm och en vikt mellan 308 och 950 g. Den har brun till gråbrun päls på ryggen och huvudet är vanligen mera grå och mörkare. Färgen på buken varierar mellan ljusbrun, ljusgrå och gulvit. Den yviga svansen är mörkgrå till svart. Liksom andra sislar har arten kindpåsar för att transportera födan.

## Utbredning och habitat
Poliocitellus franklinii förekommer från centrala Kanada till centrala USA. Utbredningsområdet sträcker sig från Alberta och Manitoba till en linje mellan centrala Kansas och västra Indiana. Arten vistas främst i prärien med högt gräs och den hittas även i öppna trädansamlingar, marskland vid Stora sjöarna, på jordbruksmark och vid trafikanläggningar.

## Ekologi
Gnagaren är aktiv på dagen och den vistas främst under eller på marken, men den kan klättra i växtligheten. Den bygger komplexa tunnelsystem med flera tunnlar och kamrar som fodras med växtdelar. Individerna bildar lösa kolonier med cirka 12 medlemmar. Kolonin kan splittras efter några år. För kommunikationen har Spermophilus franklinii olika läten. Ett läte påminner om fåglarnas kvittrande och därför är ett av de engelska trivialnamnen för arten "whistling ground squirrel".
Denna sisel är allätare. Födan utgörs av växtdelar som blad, frön, rötter och unga växtskott samt av insekter, groddjur, småfåglar och deras ägg, andra gnagare och ungar av hardjur.
Poliocitellus franklinii håller vanligen vinterdvala mellan september och mars. Vid kalla väderförhållanden kan den stanna i boet från och med juli till april.
Honor har bara en kull per år. Dräktigheten varar cirka 28 dagar och sedan föds i maj eller juni 5 till 11 ungar. De är i början nakna och blinda. Honan slutar ungefär 40 dagar efter ungarnas födelse med digivning. Ungarna blir könsmogna under nästa vår. De flesta individer dör under första eller andra levnadsåret. Vid goda förhållanden kan Spermophilus franklinii leva fyra år.

## Hot och status
Artens naturliga fiender utgörs av alla större rovdjur (Carnivora) som finns i utbredningsområdet. Individer faller även offer för falkfåglar och större ormar.
Poliocitellus franklinii hotas dessutom av präriens omvandling till jordbruksmark och av de gifter som används längs trafikleder för att minska ogräset. Arten dödas även av bönder som betraktar siseln som skadedjur. Beståndet minskar i vissa delar av utbredningsområdet men vid andra ställen är arten ganska talrik. IUCN kategoriserar arten globalt som livskraftig.